# El Serrano
El Serrano är en ort i Mexiko.   Den ligger i kommunen Playa Vicente och delstaten Veracruz, i den sydöstra delen av landet, 400 km öster om huvudstaden Mexico City. El Serrano ligger 76 meter över havet och antalet invånare är 371.
Terrängen runt El Serrano är huvudsakligen platt. El Serrano ligger nere i en dal. Runt El Serrano är det ganska glesbefolkat, med 24 invånare per kvadratkilometer. Närmaste större samhälle är Juan Rodríguez Clara, 19,7 km nordost om El Serrano. Omgivningarna runt El Serrano är en mosaik av jordbruksmark och naturlig växtlighet.